# Mnemosyne comata
Mnemosyne comata är en insektsart som beskrevs av Birgit Löcker 2006. Mnemosyne comata ingår i släktet Mnemosyne och familjen kilstritar. Inga underarter finns listade i Catalogue of Life.